# Amberg
Amberg város Németországban, Bajorország keleti régiójában. Lakosainak száma 42 676 fő (2023. december 31.).

## Közigazgatás
Ambergnek van 23 hívatalos városrésze:
- Amberg
- Atzlricht
- Bernricht
- Eglsee
- Fiederhof
- Fuchsstein
- Gailoh
- Gärbershof
- Karmensölden
- Kemnathermühl
- Kleinraigering
- Krumbach
- Lengenloh
- Luitpoldhöhe
- Neubernricht
- Neumühle
- Neuricht
- Oberammersricht
- Raigering
- Schäflohe
- Schweighof
- Speckmannshof
- Unterammersricht

## Története
Első írásos említése 1034-ből ismert, Ammenberg formában. A középkorban a vas- és vasérc kereskedelméről volt ismert. A környéken 
kitermelt vasércet hajóval szállították Regensburgba, a hajókat visszaúton sóval rakták meg. A só kereskedelmére számos urcanév utal: Salzstadelplatz, Salzgasse, Hallplatz.
1269-től Amberg a Wittelsbachok uralma alá került, 1294-ben már városi jogállása volt, és 1329-től Felső-Pfalz fővárosa lett.
Rövid ideig (1410–1415) püspöki székhely volt. A püspököt XII. Gergely pápa nevezte ki, ugyanakkor V. Sándor ellenpápa és utódja, XXIII. János ellenpápa az akkori regensburgi püspökhöz tartották egyházi elöljárónak.
Az 1329-es páviai szerződés alapján Amberg a Rajnai Palotagrófság fennhatósága alá került. 1595 és 1620 Felső-Pfalzot I. Keresztély anhalt-bernburgi herceg kormányozta, akinek a székhelye Ambergben volt.
A harmincéves háború során 1620-ban Amberg bajor kézbe került és Felső-Pfalzzal együtt ismét katolikussá lett, miután a fehérhegyi csatában V. Frigyes pfalzi választófejedelem alulmaradt I. Miksa bajor herceggel és a szövetséges Habsburgokkal szemben. Ezt követően számos protestáns Nürnbergbe és Regensburgba szökött.
A vasérc kereskedelméből meggazdagodott Amberg olyan félelmetesen megerősítette a város védelmét, hogy 1703-ig soha komolyabb ostromot nem kellett kiállnia. Több mint száz torony és több kilométeres kettős városfalak védték a lakosságot. Michael Schwaiger polgármester és krónikaíró ezt jegyezte fel 1564-ben: „München seyn die schönst, Leipzig die reichist, Amberg die festeste Fürstenstatt“ (München a legszebb, Lipcse a leggazdagabb, és Amberg a legerősebb hercegi város).
1796. augusztus 24-én a város az első koalíciós háború középpontjába került: az ambergi csatában Habsburg–Lotaringiai Károly Lajos tescheni herceg győzelmet aratott a Jean-Baptiste Jourdan tábornok vezette francia sereg felett.
1810-től Felső-Pfalz székhelyét Regensburgba helyezték át.
A nemzetiszocializmus korszakában Amberg követte az ország helyzetét. 1933-ig az NSDAP nem tudott előnyt szerezni a katolikus egyházhoz közeli Bajor Néppárttal szemben; az 1933-as hatalomátvétel után azonban a nácik 90%-os többségre tettek szert. A nácik egyházellenes tevékenysége az ambergi polgárok ellenállását váltotta ki: 1941 körül mintegy ötszázan tüntettek a kultuszminiszter rendelete ellen, amely szerint el kellett távolítani a feszületeket az iskolákból. A zsidóüldözést viszont különösebb tiltakozás nélkül vették tudomásul. Az ambergi börtönben tartották fogva a rendszer politikai ellenfeleit, akik közül 46 személy a terror áldozatául esett.

## Népesség
| Év   | Népesség | Év   | Népesség |
| ---- | -------- | ---- | -------- |
| 1400 | 2720     | 1950 | 37 920   |
| 1500 | 3180     | 1952 | 41 289   |
| 1600 | 4280     | 1960 | 41 849   |
| 1700 | 3720     | 1970 | 41 522   |
| 1800 | 5763     | 1980 | 44 264   |
| 1859 | 12 312   | 1990 | 43 111   |
| 1900 | 22 039   | 2000 | 43 794   |
| 1939 | 31 775   | 2006 | 44 394   |
| 1946 | 36 795   | 2010 | 43 755   |